# Buda (województwo mazowieckie)
Buda – wieś w Polsce położona w województwie mazowieckim, w powiecie warszawskim zachodnim, w gminie Stare Babice. Ma status sołectwa.
| SIMC    | Nazwa         | Rodzaj    |
| ------- | ------------- | --------- |
| 0008740 | Zaborów Leśny | część wsi |

W latach 1975–1998 miejscowość administracyjnie należała do województwa warszawskiego.